# Siau
Siau är en ö i Indonesien.   Den ligger i provinsen Sulawesi Utara, i den nordöstra delen av landet, 2 300 km öster om huvudstaden Jakarta. Arean är 125 kvadratkilometer.
Terrängen på Siau är bergig. Öns högsta punkt är 1 797 meter över havet. Den sträcker sig 19,9 kilometer i nord-sydlig riktning, och 10,9 kilometer i öst-västlig riktning.
Följande samhällen finns på Siau:
- Gesang